# Leonid Tarassuk
Leonid Tarassuk (* 24. Dezember 1925 in Odessa; † 11. September 1990 nahe Quimper) war ein russischer Waffenkundler und Archäologe.

## Leben
Tarassuk wurde am 24. Dezember 1925 in Odessa, Sowjetunion, geboren. 1929 zog seine Familie nach Leningrad. Während der Leningrader Blockade durch die Heeresgruppe Nord diente Tarassuk als Freiwilliger in der Zivilverteidigung. 1944 wurde er zur Roten Armee eingezogen und diente zunächst als Bordschütze der Luftstreitkräfte, später als Maschinengewehrschütze des 24. Garde-Infanterie-Corps, mit welchem er an den Kämpfen in der Ukraine teilnahm.
1946 verließ Tarassuk die Armee und schrieb sich an der Historischen Fakultät der Universität Leningrad ein. Zwischen 1947 und 1950 nahm er an vier Ausgrabungen auf der Krim teil. 1951 erhielt er den Magister artium für seine Schrift Namen der skythischen Könige auf Münzen aus Dobrudja. Im Anschluss daran promovierte er zu König Heinrich VI. von Frankreich und Navarra als militärischer Anführer und Reformer. Spätestens in dieser Zeit widmete er sich vermehrt der wissenschaftlichen Waffenkunde. An der Universität Leningrad war er zudem als talentierter Fechter und Sieger zahlreicher nationaler und internationaler Wettbewerbe bekannt. 1951 trat Tarassuk als Assistenzkurator der Waffensammlung in den Dienst der Eremitage, deren Hauptkurator er 1954 wurde. Mit der Beförderung ging eine Ernennung zum Leutnant einher. 1959 erfolgte jedoch die Verhaftung Tarassuks wegen "Antisowjetischer Aktivitäten", für die er bis 1962 in ein sibirisches Gulag verbracht wurde. Nach seiner Freilassung 1962 arbeitete Tarassuk, der neben Russisch auch Englisch, Deutsch, Französisch und Italienisch sprach, als Übersetzer eines technischen Büros. Zudem beriet er Historienfilme in kostüm- und waffenkundlichen Fragen, darunter Produktionen der Filmstudios Leningrad und Moskau.
1964 gelangte Tarassuk erneut an die Eremitage, musste jedoch wieder als Assistenzkurator beginnen. 1967 erarbeitete er sich die erneute Beförderung auf seine alte Stelle als Hauptkurator der Waffensammlung. 1965 erhielt er einen Doktor der Philosophie für seine Studien zu frühen russischen Feuerwaffen. Im Jahre 1966 veranstaltete Tarassuk einen internationalen waffenkundlichen Kongress, in dessen Verlauf Experten des Berliner Zeughauses und des Musée de l’Armée verschiedene Objekte als Beutekunst identifizierten. Ebenfalls 1966 heiratete Tarassuk die Kunstrestauratorin Nina Rostovzov (1938–1990). 1972 erfolgte die erneute Entlassung Tarassuks, welcher daraufhin mit seiner Frau nach Israel emigrierte, wo er als Assistenzdirektor des National Maritime Museums in Haifa arbeitete, kurze Zeit später aber an das Department of Arms and Armour des Metropolitan Museum of Art in New York wechselte, wo auch seine Frau eine Stelle erhielt.  Tarassuks Kinder, Irina und Ilya, waren ebenfalls für das Metropolitan Museum of Art tätig, unter anderem als studentische Volontäre.
Leonid und Nina Tarassuk starben am 11. September 1990 nahe Quimper bei einem Autounfall. Zu diesem Zeitpunkt nahmen sie als Delegierte des Metropolitan Museum of Art und des Art Institute of Chicago an einer waffenkundlichen Tagung in Glasgow teil, in deren Anschluss sie Belgien und Frankreich bereisen wollten.
Tarassuk ist der Verfasser von mehr als 80 Aufsätzen und Büchern, hauptsächlich aus dem Bereich der historischen Waffenkunde.

## Schriften (Auswahl)
- Zwölf Deggendorfer Schilde in der Leningrader Eremitage. In: Deggendorfer Zeitung, Nr. 109. Deggendorf, 1968.
- Antique European and American Firearms at the Hermitage Museum. Leningrad, Eremitage, 1971.
- [Kapitel zu russischen Marken]. In:  Der neue Stöckel. Internationales Lexikon der Büchsenmacher, Feuerwaffenfabrikanten und Armbrustmacher von 1400–1900. Journal-Verlag, Schwäbisch Hall 1978.
- The Earliest Military-Issue Pistol. In: Waffen- und Kostümkunde. 1979, S. 137–142.
- mit Helmut Nickel und Stuart W. Phyrr: The Art of Chivalry. European Arms and Armour from the Metropolitan Museum of Art, New York. New York 1982.
- mit Claude Blair: The complete Encyclopedia of arms and armour. 1982.